# Nactus coindemirensis
Nactus coindemirensis este o specie de șopârle din genul Nactus, familia Gekkonidae, descrisă de Bullock, Arnold și Bloxam 1985. A fost clasificată de IUCN ca specie vulnerabilă. Conform Catalogue of Life specia Nactus coindemirensis nu are subspecii cunoscute.